# Ze Mag
 (décembre 2022).
Ze Mag (sur-titré Le MagaZine de l'Essentiel) est un talk show chrétien évangélique  français présenté entre décembre 2007 et novembre 2014. Les animateurs Anne-Laurence Piquet et Paul Ohlott y reçoivent des invités chrétiens. Elle est produite par VX-COM International.

## Histoire
L’émission a été diffusée à partir de décembre 2007 sur Trinity Broadcasting Network Europe.
L’émission a également été diffusée sur d’autres chaînes, comme DieuTV et Maxtv en Suisse et Graphé TV en Martinique et en Guadeloupe.
À partir de 2009, les émissions ont également été reprises en audio, par les stations radio du réseau français Phare FM ainsi que sur diverses stations africaines.
L’émission a été diffusée pour la dernière fois en novembre 2014, après 240 émissions
.

## Rubriques
L’émission, présentée par Anne-Laurence Piquet, est une succession de cinq rubriques courtes :
- « Portrait », animé par le journaliste Paul Ohlott, reçoit un invité qui évoque son parcours, l'organisation qu'il a créée ou l'action qu'il mène. C'est l'occasion de découvrir les convictions profondes de ces croyants qui n'hésitent pas à parler de leur foi;
- « Texto », présenté par Jean-Louis Arbez, revient sur un mot, une expression, ou une citation - la sagesse "en deux minutes chrono" ;
- « Plein Cadre », présenté par Hélène Fisher ou Clémence Martin, membres de l'organisation internationale Portes Ouvertes, évoque des situations actuelles et personnelles vécues par des chrétiens persécutés dans tel ou tel pays ;
- « Zarts » est une rubrique artistique animée par le peintre et sculpteur Francis Méan, qui revisite un tableau plus ou moins connu. Un autre regard sur la société de telle ou telle époque, des personnages, des situations - et bien sûr sur les grands maîtres de la peinture ;
- « Expression », animée par Anne-Laurence Piquet, c'est la séquence artistique de l'émission. Anne-Laurence reçoit des musiciens, chanteurs, artistes, écrivains… tous engagés dans leur art et dans leur foi.

Par ailleurs, la série intègre une quinzaine d'émission spéciales — Ze Mag Débat — qui ont abordé divers thèmes de société, généralement reliés à l'éthique. Ces émissions ont été animées par Florian Rochat avec le concours de quatre à cinq spécialistes dans chaque débat. Cette série a été coréalisée avec le Comité Protestant pour la Dignité Humaine (CPDH).